# 阿莉·朗
亞莉珊卓拉·林斯利·朗（英語：Alexandra Linsley Long，1987年8月13日—），通稱阿莉·朗（Allie Long），是美国職業女子足球运动员，司職中場，現役國家女子足球聯賽球隊紐澤西/紐約高譚。她曾代表美國國家女子足球隊参加2016年夏季奥林匹克运动会女子足球比赛和2019年国际足联女子世界杯，其中2019年世界杯获得冠军。

## 外部連結
- 阿莉·朗 – FIFA國際賽競賽紀錄 (存檔)
- 阿莉·朗在國家女子足球聯賽
- Soccerway資料庫：阿莉·朗
- 阿莉·朗在美國足協的頁面
- 阿莉·朗的X（前Twitter）